# Acontia cuprina
Acontia cuprina är en fjärilsart som beskrevs av Walker 1864. Acontia cuprina ingår i släktet Acontia och familjen nattflyn. Inga underarter finns listade i Catalogue of Life.